# Adam Sandauer

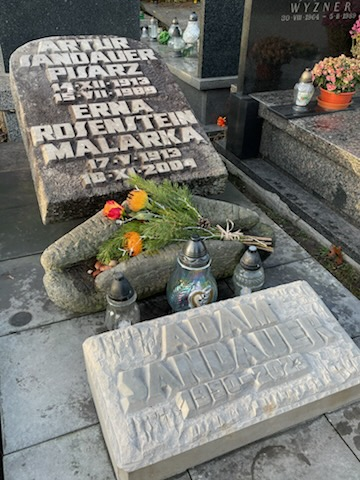
Grób Adama Sandauera, Erny Rosenstein i Artura Sandauera 14 grudnia 2024

Adam Marek Sandauer (ur. 17 grudnia 1950 w Warszawie, zm. 15 marca 2023) – polski doktor fizyki, społecznik.
Założyciel, przez wiele lat przewodniczący, a później honorowym przewodniczącym Stowarzyszenia Pacjentów „Primum Non Nocere”, organizacji domagającej się udzielania natychmiastowej pomocy ofiarom błędów medycznych. Członek Stowarzyszenia Wolnego Słowa.

## Życiorys
Pochodził ze zasymilowanej rodziny żydowskiej; jego ojcem był pisarz Artur Sandauer, matką plastyczka Erna Rosenstein. W 1969 Adam Sandauer został oskarżony o rozpowszechnianie ulotek m.in. protestujących przeciwko aresztowaniom studentów po wydarzeniach marca 1968 i przeciwko inwazji wojsk Układu Warszawskiego w Czechosłowacji. Został za to usunięty ze studiów. Postępowanie karne przeciwko Adamowi Sandauerowi zakończyło ogłoszenie amnestii. Po kilku latach został ponownie przyjęty na studia, które ukończył w 1975. Obronił pracę doktorską z fizyki w IF PAN w 1980.

### Działalność polityczna
W 1980 był inicjatorem społecznej akcji zbierania podpisów pod apelem do władz o uwolnienie osób więzionych za przekonania. Na początku lat 90. doradzał klubowi parlamentarnemu Konfederacji Polski Niepodległej, w wyborach parlamentarnych w 1993 bez powodzenia kandydował z ramienia tej partii do Senatu. Współpraca ta została zakończona w połowie lat 90. W czasie wyborów parlamentarnych w 1997 był rzecznikiem prasowym Krajowego Porozumienia Rencistów i Emerytów RP, z listy którego bez powodzenia ubiegał się o mandat poselski w województwie krakowskim (otrzymał 1710 głosów). W wyborach samorządowych w 1998 bezskutecznie ubiegał się o mandat radnego sejmiku mazowieckiego z listy koalicji Ruch Patriotyczny Ojczyzna.
Jeden z inicjatorów powołania obywatelskiej koalicji pod hasłem Zdrowie prawem, nie towarem.
W 2001 kandydował samodzielnie do Senatu rejestrując Komitet Wyborczy Wyborców „Primum Non Nocere – Po pierwsze nie szkodzić”. Otrzymał ponad 110 tys. głosów – za mało aby uzyskać mandat senatora.
Został członkiem Warszawskiego Społecznego Komitetu Poparcia Jarosława Kaczyńskiego w przedterminowych wyborach prezydenckich w 2010, a w 2015 roku uczestniczył w prezydenckiej  kampanii wyborczej Andrzeja Dudy.

### Działalność społeczna
Od czasu powstania w 1998 Stowarzyszenia Pacjentów „Primum Non Nocere”, apelował o stworzenie prawa zapewniającego pomoc wszystkim poszkodowanym w wyniku błędów i wypadków medycznych. Od 2000 roku prowadził kampanie na rzecz utworzenia urzędu Rzecznika Pacjenta, jako instytucji powołanej dla niesienia pomocy tym osobom.

## Nagrody i odznaczenia
W 2016 roku został odznaczony przez prezydenta RP Andrzeja Dudę Krzyżem Oficerskim Orderu Odrodzenia Polski. W 2018 roku został odznaczony Krzyżem Wolności i Solidarności.